# Hasselögonvivel
Hasselögonvivel, Strophosoma melanogrammum är en skalbaggsart som först beskrevs av Johann Reinhold Forster 1771.  Hasselögonvivel ingår i släktet Strophosoma, och familjen äkta vivlar. Arten är reproducerande i Sverige.

## Bildgalleri

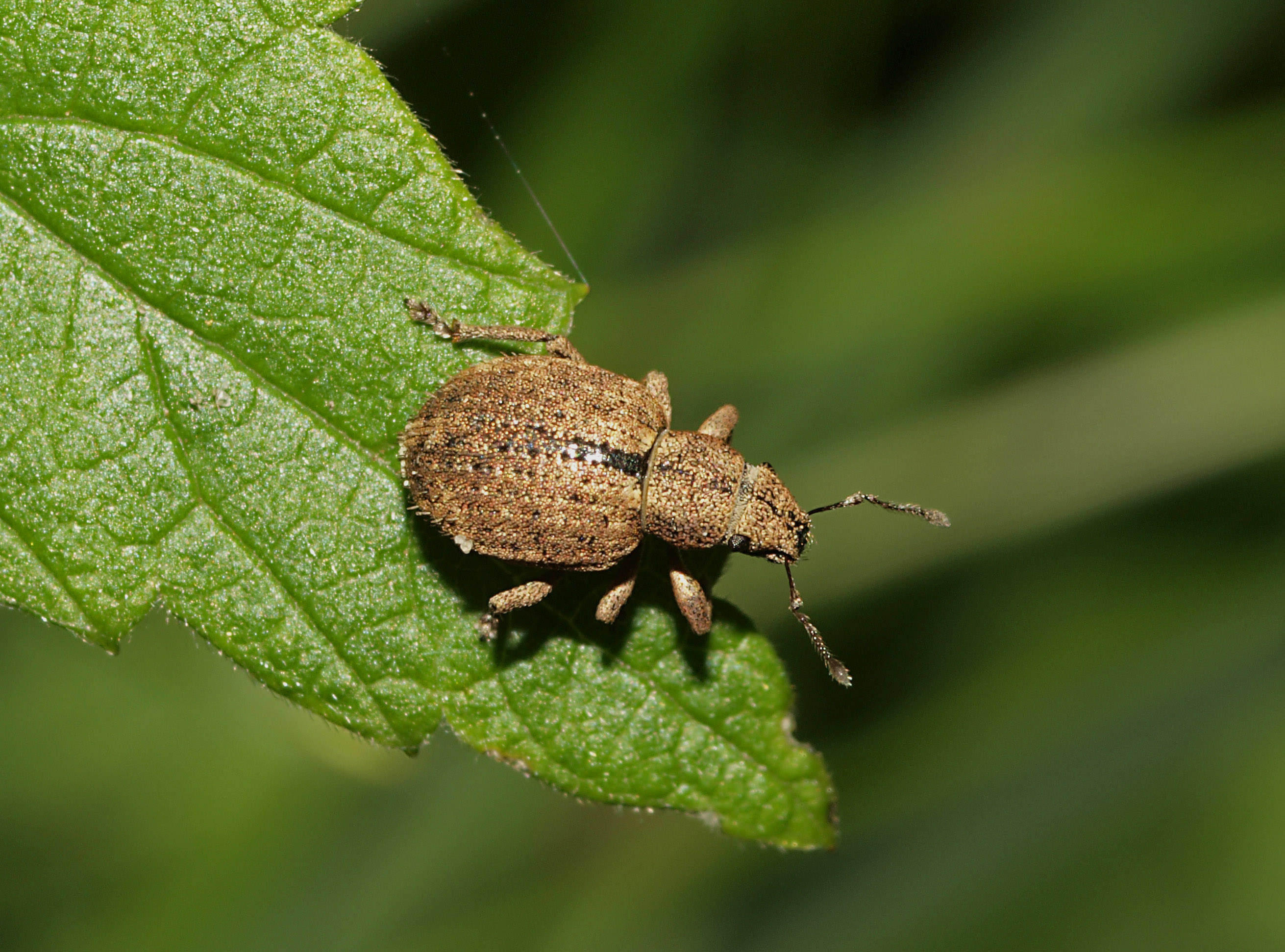
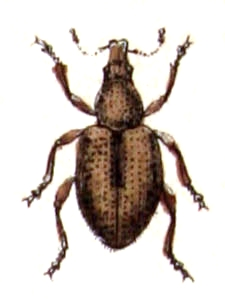
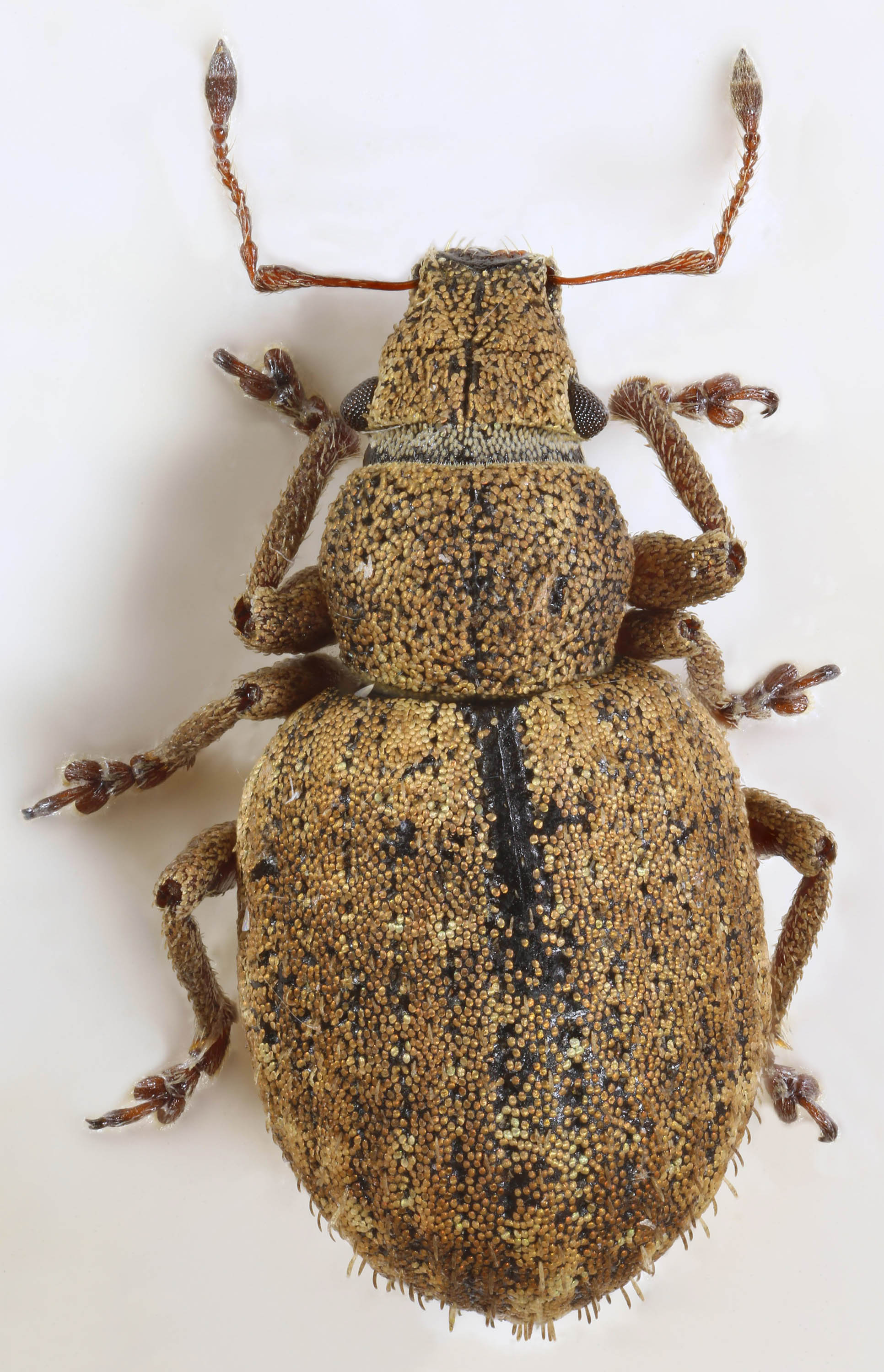